# 아베디 펠레
아베디 아유 펠레(영어: Abédi Ayew Pelé, 1964년 11월 5일 ~ )는 가나의 전직 축구 선수로, 포지션은 윙어와 스트라이커였다.
레알 타말레 유나이티드 (1978년~1982년, 1985년) 소속으로 데뷔했으며 카타르의 알사드(1982년~1983년)와 스위스의 FC 취리히(1983년~1984년), 베냉의 AS 드라공 FC 드 루에메(1984년), 프랑스의 샤무아 니오르(1986년~1987년)와 FC 뮐루즈(1987년) 소속으로 뛰었다. 1987년 올랭피크 드 마르세유로 이적했고 1988년부터 1990년까지 릴 OSC 소속으로 뛰었다. 1990년 올랭피크 드 마르세유로 복귀했으며 팀의 유러피언컵 1990-91 준우승과 UEFA 챔피언스리그 1992-93 우승을 이끌었다. 프랑스의 올랭피크 리옹(1993년~1994년)과 이탈리아의 토리노 FC(1994년~1996년), 독일의 TSV 1860 뮌헨(1996년~1998년), 아랍에미리트의 알아인 FC(1998년~2000년) 소속으로 뛰었으며 2000년 현역 은퇴를 선언했다.
1981년부터 1998년까지 가나 대표팀에서 73경기에 출전했고 33득점을 기록했으며 1982년 가나의 아프리카 네이션스컵 우승에 공헌했다. 1991년과 1992년, 1993년 세 차례나 아프리카 올해의 축구 선수로 선정되었으며 2004년 3월에는 펠레가 선정한 현존하는 최고의 축구 선수 목록인 FIFA 100에 선정되기도 했다. 그의 아들인 압둘 라힘과 앙드레, 조르당 모두 축구 선수로 뛰고 있다.